# Künstlerlexikon
Ein Künstlerlexikon ist ein biografisches Nachschlagewerk zu bildenden Künstlern.

## Zur Geschichte der Künstlerlexika
Hans Vollmer verfasste 1908 einen Beitrag zur Geschichte der Künstlerlexika. Dabei war nach seiner Meinung das erste Werk, das ein Lexikon dieser Art beinhaltete, die im Jahr 1751 von Jean-Baptiste le Rond d’Alembert und Denis Diderot publizierte Encyclopédie ou Dictionnaire raisonné des sciences, des arts et des métiers. Als erste eigenständige Form nennt er das Werk von Johann Rudolf Füssli, der in den Jahren 1763 bis 1777 ein Allgemeines Lexikon der Bildenden Künstler herausgab, das 1806 bis 1824 von seinem Sohn, Hans Heinrich Füssli fortgesetzt und durch einen Nachtragsband ergänzt wurde. In dieser Zeit erschien zwischen 1819 und 1822 auch in Italien die Enciclopedia metodico critico-ragionata delle belle arti von Pietro Zani in 28 Bänden, die aber eher einem Namensverzeichnis mit kurzen Einträgen glich. Im Jahr 1835 war es Georg Kaspar Nagler, der mit seinem Neuen Allgemeinen Künstlerlexikon, das bis 1852 in 22 Bände erschien, ein umfangreiches, wenn auch, wie Vollmer meinte, „vielfach unzuverlässiges und fast allenthalben von der Forschung überholtes“ Werk herausbrachte, das Künstler der Jahre 1750 bis 1840 erfasste. In Frankreich erschien in den Jahren 1851 bis 1860 das sechsbändige Abecedario de P. J. Mariette, das von Charles-Philippe de Chennevières und Anatole de Courde de Montaigion herausgegeben wurde und auf den Aufzeichnungen von Pierre-Jean Mariette basierte. Es folgte eine vollständige Neubearbeitung des Naglerschen Lexikons unter Hinzuziehung etlicher Fachgelehrter aus dem In- und Ausland durch Julius Meyer, doch erschienen lediglich drei Bände, die wegen der Ausführlichkeit der Beiträge nur langsam zum Druck gelangten, so dass es schließlich nie fertiggestellt wurde. Es erschienen zwar auch andere Werke, doch befassten sie sich entweder mit eingeschränkten Kunstzweigen oder beschränkten sich auf einzelne Gebieten oder Zeiträume der Kunstgeschichte. Es fehlte folglich noch immer ein universales Künstlerlexikon, das die Bildenden Künstler aller Zeiten und Länder in sich vereinigte. Aus diesem Grunde begannen Ulrich Thieme und Felix Becker, mit der Absicht das von Meyer begonnene Vorhaben durch eine vollständige Neubearbeitung zu vollenden, mit der Herausgabe eines neuen Allgemeinen Künstlerlexikons. Zudem sollte es bis auf die Gegenwart weitergeführt und ergänzt werden. Nach gut zehn Jahren Vorarbeit erschien im Herbst 1907 der erste Band, der zunächst auf 20 Bände berechneten Reihe. Bewusst wurde hierbei auf zu umfangreiche Werkangaben und zu ausführliche Biografien verzichtet. Hinzu kam zudem ein neuer Bereich, der sich der ostasiatischen Kunst widmete. Zudem wurden zahlreiche Gelehrte hinzugezogen, die sich mit den Künstlern des Auslandes befassten. Es wurde darauf Wert gelegt, dass alle Zweige des Kunsthandwerkes abgedeckt wurden. Da ein Namenslexikon sich dadurch auszeichnet, dass es alphabetisch aufgebaut ist, mussten zunächst die Einträge gesammelt, geordnet und mit den jeweiligen Literaturnachweisen versehen werden. Allein dies dehne die Vorarbeit auf Jahre aus. Ein weiteres Problem waren die oft abweichenden Namensschreibweisen der einzelnen Künstler oder die Einordnung in die Systematik, wenn diese nur nach dem Vornamen oder dem Ort ihres Wirkens benannt waren. Für ein derart umfangreiches Lexikon wurde die Mitarbeit auf zahlreiche Fachgelehrte und Lokalforschern des In- und Auslandes verteilt. Der Redaktion oblag es zuletzt die eingesandten Manuskripte zu sichten zusammenzustellen und zum Druck freizugeben. Ab 1967 wurde die  Neubearbeitung dieses Lexikons unter dem Titel Allgemeines Künstlerlexikon. Die Bildenden Künstler aller Zeiten und Völker begonnen und mit 2023 mit Band 119 abgeschlossen.

## Universale Künstlerlexika

### Orlandi
Pellegrino Antonio Orlandi veröffentlichte 1704 sein Abcedario Pittorico. Zu seinen Lebzeiten erschien 1719 eine korrigierte Neuausgabe. Weitere überarbeitete Ausgaben erschienen 1731, 1733 und 1753.
- Abcedario Pittorico: Nel quale compendiosamente sono descritte le Patrie, i Maestri, ed i tempi, ne’ quali fiorirono circa quattro mila Professori di Pittura, di Scultura, e d’Architettura. Bologna 1704 (Digitalisat).
- Abcedario Pittorico. Dall’autore ristampato corretto et accresciuto di molti professori. Bologna 1719 (Digitalisat).
- Abcedario Pittorico. Dall’Autore ristampato, corretto, ed accresciuto di molti professori, e di altre notizie spettanti alla Pittura. Ed in quest’ultima Impressione con nuova, e copiosa Aggiunta di altri Professori. Florenz 1731.
- L’Abecedario pittorico. Dall’autore ristampato, corretto, ed accresciuto di molti professori e di altre notizie spettanti alla pittura, ed in quest’ultima impr. con nuova, e copiosa aggiunta di alcuni altri professori. Neapel 1733 (Digitalisat).
- Abcedario Pittorico.  In questa ed. corretto e notabilmente di nuove notizie accresciuto da Pietro Guarienti. Venedig 1753 (Digitalisat).

### Füssli
Im Jahr 1763 publizierte Johann Rudolf Füssli sein einbändiges Allgemeines Künstler-Lexikon. Er ging von einer Übersetzung von Orlandis Abcedario Pittorico in der Ausgabe von 1753 aus und ergänzte und erweiterte diese.
- Allgemeines Künstler=Lexicon, oder: Kurze Nachricht von dem Leben und den Werken der Mahler, Bildhauer, Baumeister, Kupferstecher, Kunstgiesser, Stahlschneider, [et]c. [et]c., nebst einem angehängten Verzeichniß der Bildnissen, der in diesem Lexicon enthaltenen Künstler, in alphabetischer Ordnung beschrieben. Heidegger und Compagnie, Zürich 1763 (Digitalisat)

Im Jahr 1779 folgte eine einbändige ergänzte Fortsetzung durch seinen Sohn Hans Heinrich Füssli:
- Allgemeines Künstlerlexicon, oder: Kurze Nachricht von dem Leben und den Werken der Mahler, Bildhauer, Baumeister, Kupferstecher, Kunstgiesser, Stahlschneider, [et]c. [et]c. Nebst angehängten Verzeichnissen der Lehrmeister und Schüler; auch der Bildnisse, der in diesem Lexicon enthaltenen Künstler. Orell, Geßner, Füeßlin und Compagnie, Zürich 1779 (Digitalisat).

Dieses Werk wurde von Hans Heinrich Füssli von 1806 bis 1821 durch Supplementbände ergänzt:
- Allgemeines Künstlerlexicon, oder: Kurze Nachricht von dem Leben und den Werken der Mahler, Bildhauer, Baumeister, Kupferstecher, Kunstgiesser, Stahlschneider, [et]c. [et]c. : Nebst angehängten Verzeichnissen der Lehrmeister und Schüler; auch der Bildnisse, der in diesem Lexicon enthaltenen Künstler.

- Erster Theil, neue ganz unveränderte Ausgabe. Erste Abteilung: A – M, Orell, Füeßli und Compagnie, Zürich 1810 (Digitalisat).
- Erster Theil, neue ganz unveränderte Ausgabe. Zweite Abteilung: N – Z, Orell, Füeßli und Compagnie, Zürich 1840 (Digitalisat).
- Zweyter Theil, welcher die Fortsetzung und Ergänzung des ersten enthält. Erster Abschnitt: A – C, Orell, Füeßli und Compagnie, Zürich 1806 (Digitalisat).
- Zweyter Theil, welcher die Fortsetzung und Ergänzung des ersten enthält. Zweyter Abschnitt: D – F, Orell, Füeßli und Compagnie, Zürich 1806 (Digitalisat).
- Zweyter Theil, welcher die Fortsetzung und Ergänzung des ersten enthält. Dritter Abschnitt: G – K, Orell, Füeßli und Compagnie, Zürich 1808 (Digitalisat).
- Zweyter Theil, welcher die Fortsetzung und Ergänzung des ersten enthält. Vierter Abschnitt: L – M, Orell, Füeßli und Compagnie, Zürich 1809 (Digitalisat).
- Zweyter Theil, welcher die Fortsetzung und Ergänzung des ersten enthält. Fünfter Abschnitt: N – Q, Orell, Füeßli und Compagnie, Zürich 1810 (Digitalisat).
- Zweyter Theil, welcher die Fortsetzung und Ergänzung des ersten enthält. Sechster Abschnitt: R, Orell, Füeßli und Compagnie, Zürich 1812 (Digitalisat).
- Zweyter Theil, welcher die Fortsetzung und Ergänzung des ersten enthält. Siebenter Abschnitt: Sa – Sc, Orell, Füeßli und Compagnie, Zürich 1813 (Digitalisat).
- Zweyter Theil, welcher die Fortsetzung und Ergänzung des ersten enthält. Anhang zum siebenten Abschnitt, welcher das Leben Raphael Sanzio's, und die Litteratur von dessen Werken in sich faßt, Orell, Füeßli und Compagnie, Zürich 1814 (Digitalisat).
- Zweyter Theil, welcher die Fortsetzung und Ergänzung des ersten enthält. Achter Abschnitt: Se – Sz, Orell, Füßli und Compagnie, Zürich 1814 (Digitalisat).
- Zweyter Theil, welcher die Fortsetzung und Ergänzung des ersten enthält. Neunter Abschnitt: T, Orell, Füeßli und Compagnie, Zürich 1814 (Digitalisat).
- Zweyter Theil, welcher die Fortsetzung und Ergänzung des ersten enthält. Zehnter Abschnitt, erste Hälfte: Va – Vicentino, Orell, Füeßli und Compagnie, Zürich 1818 (Digitalisat).
- Zweyter Theil, welcher die Fortsetzung und Ergänzung des ersten enthält. Elfter Abschnitt: W, Orell, Füeßli und Compagnie, Zürich 1820 (Digitalisat).
- Zweyter Theil, welcher die Fortsetzung und Ergänzung des ersten enthält. Zwölfter Abschnitt: X. Y. Z, Orell, Füeßli und Compagnie, Zürich 1821 (Digitalisat).

### Kilian
Unter dem Namen des Kupferstechers und Verlegers Georg Christoph Kilian (1709–1781) erschien 1797 in Augsburg ein vierbändiges Künstlerlexikon:
- Allgemeines Künstlerlexikon, oder Lebensbeschreibungen 223 berühmter Künstlern, Mahlern, und Kupferstechern [et]c. [et]c. und Anzeige ihrer Werke [et]c. [et]c. Mit ihren wohlgetroffenen Bildnissen in Contorni gestochen. 4 Bände, Veith, Augsburg 1797 (Digitalisat Band 1; Band 2; Band 3; Band 4).

Es enthält 223 Künstler mit kurzer Lebensbeschreibung und Bildnis in Umrisslinienradierung. Urheber der Porträts ist Georg Christoph Kilian, dieser war beim Druck der Bände jedoch schon sechzehn Jahre tot, der Verfasser der biographischen Texte ist unbekannt.

### Nagler
Von 1835 bis 1852 verfasste der Nürnberger Antiquar Georg Kaspar Nagler (1801–1866), das Werk von Füssli als Grundlage benutzend, das ursprünglich auf acht Bände geplante, schließlich 22 Bände umfassende
- Neues Allgemeine Künstler Lexicon oder Nachrichten von dem Leben und den Werken der Maler, Bildhauer, Baumeister, Kupferstecher, Formschneider, Lithographen, Zeichner, Medailleure, Elfenbeinarbeiter, etc. 22 Bände, Verlag E. A. Fleischmann, München 1832–1852 (Digitalisat).
  - 2. Auflage = unveränderter Abdruck der ersten Auflage. 25 Bände. E. Mareis, Linz 1904–1914.
  - 3. Auflage = unveränderter Abdruck der ersten Auflage. 25 Bände. Schwarzenberg & Schumann, Leipzig 1924.

Ab 1858 ergänzte Nagler dieses Werk noch um fünf Bände mit den Monogrammisten.
- Die Monogrammisten und diejenigen bekannten und unbekannten Künstler aller Schulen, welche sich zur Bezeichnung ihrer Werke eines figürlichen Zeichens, der Initialen des Namens, der Abbreviatur desselben &c. bedient haben. Mit Berücksichtigung von Buchdruckerzeichen, der Stempel von Kunstsammlern, der Stempel der alten Gold- und Silberschmiede, der Majolicafabriken, Porcellan-Manufacturen u.s.w. Nachrichten über Maler, Zeichner, Bildhauer, Architekten, Kupferstecher, Formschneider, Briefmaler, Lithographen, Stempelschneider, Emailleure, Goldschmiede, Niello-, Metall- und Elfenbein-Arbeiter, Graveure, Waffenschmiede u.s.w. Mit den raisonirenden Verzeichnissen der Werke anonymer Meister, deren Zeichen gegeben sind, und der Hinweisung auf die mit Monogrammen oder Initialen bezeichneten Produkte bekannter Künstler … auch Ergänzung … des Neuen allgemeinen Künstler-Lexicons, und Supplement zu den bekannten Werken von A. Bartsch, Robert-Dumesnil, C. le Blanc, F. Brulliot, J. Heller u.s.w. 5 Bände, Georg Franz, München 1858–1879, dazu General-Index G. Hirth, München 1920 (Digitalisat).

### Müller / Klunzinger / Seubert
Von 1857 bis 1870 erschien im Verlag Ebner & Seubert in Stuttgart ein vierbändiges Künstlerlexikon, begonnen von dem Stuttgarter Kunsthistoriker Friedrich Müller († 1858), nach dessen Tod fortgesetzt dann von Karl Klunzinger (1799–1861) und Adolf Seubert.
Die Künstler aller Zeiten und Völker: oder Leben und Werke der berühmtesten Baumeister, Bildhauer, Maler, Kupferstecher, Formschneider, Lithographen etc. von den frühesten Kunstepochen bis zur Gegenwart. Nach den besten Quellen bearbeitet. Ebner & Seubert, Stuttgart
- Band 1: A–E, bearbeitet von Friedrich Müller. 1857 (Digitalisat).
- Band 2: F–L, begonnen von Friedrich Müller, fortgesetzt von Karl Klunzinger. 1860 (Digitalisat).
- Band 3: M–Z, begonnen von Friedrich Müller, fortgesetzt von Karl Klunzinger und Adolf Seubert. 1864 (Digitalisat).
- Band 4 Nachträge seit 1857. Bearbeitet von Adolf Seubert. 1870 (Digitalisat).

2. Auflage:
- Allgemeines Künstlerlexicon, oder Leben und Werke der berühmtesten bildenden Künstler. 2. Auflage, umgearbeitet und ergänzt von Adolf Seubert, 3 Bände, Ebner & Seubert, Stuttgart 1878–1879, erneut Rütten & Loening, Frankfurt a. M. 1882.

### Meyer
1867 übernahm der Leipziger Verleger Wilhelm Engelmann von der Verlagsanstalt Tendler (J. Grosser) die Rechte an dem Naglerschen Lexikon und man ging an eine Überarbeitung, genannt Allgemeines Künstler-Lexikon, unter Leitung von Julius Meyer (1830–1893). Von 1872 bis 1885 erschienen im Verlag Wilhelm Engelmann in Leipzig jedoch nur die ersten drei des auf 12 bis 15 Bände angelegten Lexikons.
- Band 1, 1872: Aa–Andreani (Digitalisat)
- Band 2, 1878: Appiani–Domenico del Barbiere (Digitalisat)
- Band 3, 1885 (hrsg. von Julius Meyer, Hermann Lücke, Hugo von Tschudi): Giambattista Barbieri–Giuseppe Bezzuoli (Digitalisat)

An dieses Werk knüpfte der Thieme-Becker an, der zunächst auch im gleichen Verlag erschien.

### Thieme-Becker
Die Kunsthistoriker Ulrich Thieme und Felix Becker begannen 1898 in Leipzig mit vorbereitenden Arbeiten zu ihrem Künstlerlexikon unter dem Titel Allgemeines Lexikon der Bildenden Künstler von der Antike bis zur Gegenwart. Im Oktober 1907 erschien der Band 1 im Verlag Wilhelm Engelmann. Mit Band 4 (1910) trat Felix Becker als Herausgeber krankheitshalber zurück. 1911 übernahm der Verlag E. A. Seemann die Herausgabe. Von Band 5 (1911) bis Band 13 (1920) zeichnet Thieme als alleiniger Herausgeber. 1923 übergab der Verlag Hans Vollmer, der bereits seit 1907 Mitarbeiter der Redaktion gewesen war, die Herausgabe. Er führte das Werk mit Überwindung zahlreicher finanzieller und logistischer Probleme in 37 Bänden bis 1950 zum Abschluss.
Der Thieme-Becker wurde durch Hans Vollmers Allgemeinem Lexikon der bildenden Künstler des XX. Jahrhunderts ergänzt, das in sechs Bänden 1953 bis 1962 ebenfalls bei E. A. Seemann in Leipzig erschien.

### Müller / Singer
Daneben gab es im deutschsprachigen Raum auch noch andere Ansätze zu einem Künstlerlexikon. 1888 publizierte der Bremer Lehrer Hermann Alexander Müller ein einbändiges Biographisches Künstler-Lexikon. Die bekanntesten Zeitgenossen auf dem Gebiet der bildenden Künste aller Länder mit Angabe ihrer Werke.
- Biographisches Künstler-Lexikon. Die bekanntesten Zeitgenossen auf dem Gebiet der bildenden Künste aller Länder mit Angabe ihrer Werke. Bibliographisches Institut, Leipzig 1882 (Digitalisat); 2., durch Nachträge berichtigte und ergänzte Ausgabe 1884.

Dieses Werk wurde 1895 bis 1901 von dem Dresdener Kunsthistoriker Hans Wolfgang Singer als Allgemeines Künstler-Lexicon. Leben und Werke der berühmtesten bildenden Künstler in 5 Bänden erweitert.
- Allgemeines Künstler-Lexicon. Leben und Werke der berühmtesten bildenden Künstler , umgearbeitete und bis auf die neueste Zeit ergänzte Auflage, vorbereitet von Hermann Alexander Müller. Hrsg. von Hans Wolfgang Singer. Rütten & Loening, Frankfurt a. M. 1895–1901.

- Band 1: A–F, 1895 (Digitalisat)
- Band 2: Gaab–Lezla, 1896 (Digitalisat)
- Band 3: Lhérie–Quittry, 1898 (Digitalisat)
- Band 4: Raab–Vezzo, 1901 (Digitalisat)
- Band 5: Vialle–Zyrlein. Nachträge und Berichtigungen, 1901 (Digitalisat)
- dazu Band 6: Zweiter Nachtrag mit Berichtigungen, 1922 (Digitalisat)

### Bénézit
Der Kunsthändler Emmanuel Bénézit (1854–1920) begründete 1911, angeregt durch den Thieme-Becker, das französischsprachige Künstlerlexikon Dictionnaire critique et documentaire des peintres, sculpteurs, dessinateurs et graveurs de tous les temps et de tous les pays. Unter dem Namen Bénézit wurde das Werk zum Standardwerk vor allem im französischsprachigen Raum. Es erhielt drei weitere französischsprachige Ausgaben, die jeweils umfangreicher wurden. Die Artikel sind jedoch weitaus kürzer und mit weniger wissenschaftlichem Anspruch als die im Thieme-Becker verfasst.
Das Dictionnaire Bénézit wurde mehrmals neu aufgelegt und erweitert, alle Auflagen erschienen im Verlag Gründ in Paris.
- Erste Auflage (1911–1923), 3 Bände
- Zweite Auflage (1948–1955), 8 Bände
- Dritte Auflage (1976), 10 Bände
- Vierte Auflage (1999), 14 Bände
- Fünfte Auflage Dictionary of Artists (2006), 14 Bände, in englischer Sprache mit über 170.000 Einträgen auf rund 20.000 Seiten.

Der Bénézit wird als Internetdatenbank von Oxford University Press unter oxfordartonline.com weitergeführt.
- Datenbankzugang

### Darmstaedter / Reclams Künstlerlexikon
Der Kunsthistoriker Robert Darmstaedter (1904–1988), der als Privatgelehrter in Lausanne lebte, publizierte 1961 ein einbändiges Künstlerlexikon. Dieses fand besonders in seiner Neuausgabe als Reclams Künstlerlexikon als handliches Nachschlagewerk weite Verbreitung, hat jedoch keinen eigenständigen wissenschaftlichen Wert.
- Robert Darmstaedter: Künstlerlexikon. Maler, Bildhauer, Architekten. Francke, Bern/München 1961.
- Robert Darmstaedter: Reclams Künstlerlexikon. Erweiterte, berichtigte und ergänzte Neuausgabe. Reclam, Stuttgart 1979, ISBN 3-15-010281-2; ISBN 3-15-010280-4.
  - Lizenzausgabe Pawlak, Herrsching 1986, ISBN 3-88199-300-2.
- Robert Darmstaedter, Ulrike von Hase-Schmundt: Reclams Künstlerlexikon. 2., neu bearbeitete Auflage. Reclam, Stuttgart 1995, ISBN 3-15-010412-2.
- Robert Darmstaedter, Ulrike von Hase-Schmundt: Reclams Künstlerlexikon. 3. neu bearbeitete Auflage. Reclam, Stuttgart 2002, ISBN 3-15-010508-0.
  - Nachdruck: Künstlerlexikon. 5200 Künstlerporträts aller Epochen und Stile. Nicol, Hamburg 2013, ISBN 978-3-86820-108-6.

### Allgemeines Künstlerlexikon (AKL)

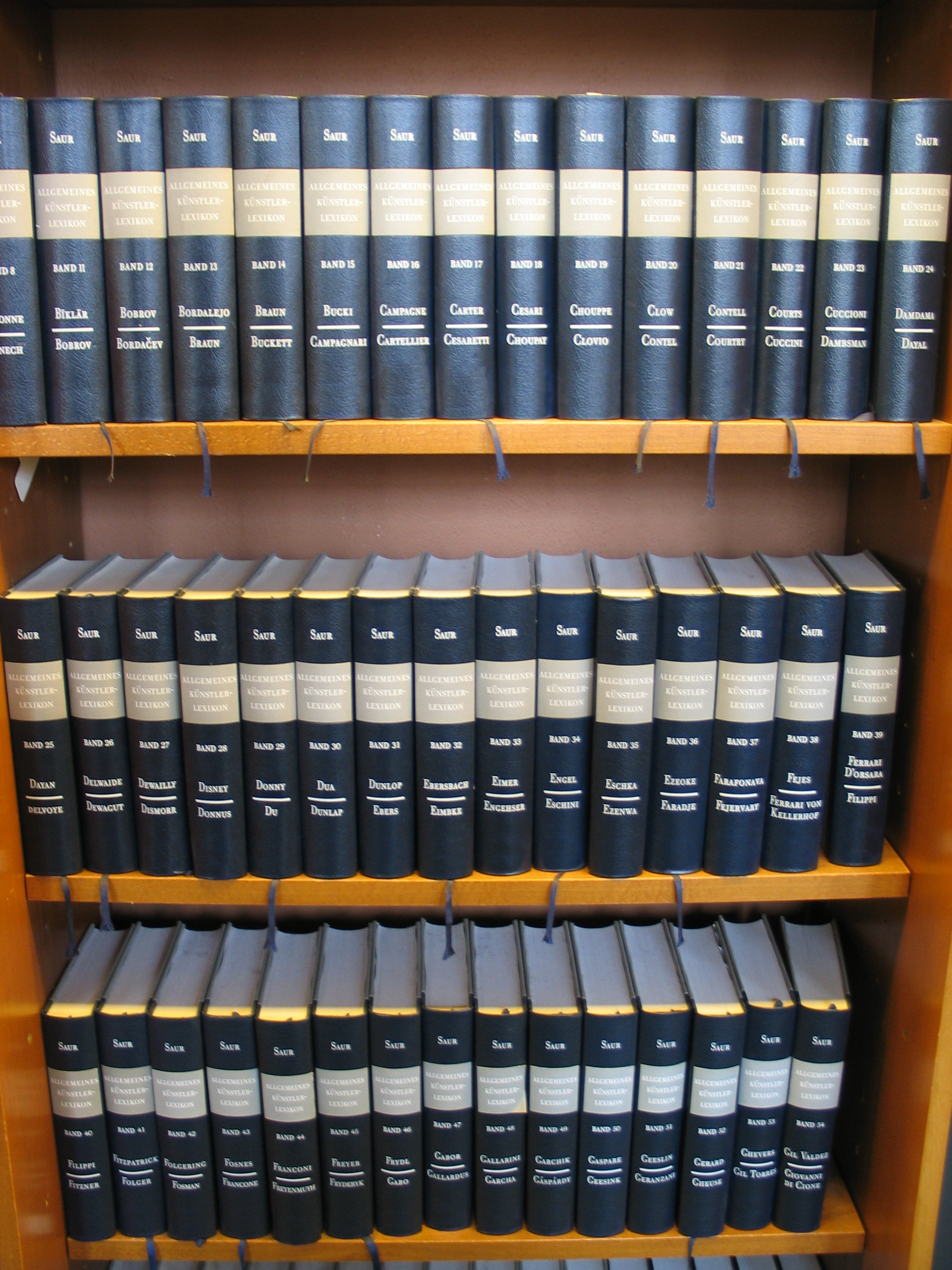
Ein kleiner Teil des Allgemeinen Künstlerlexikons

1967 wurde eine vollständige Neubearbeitung und Ausbau des Thieme-Becker unter dem Titel Allgemeines Künstlerlexikon. Die Bildenden Künstler aller Zeiten und Völker (AKL) vom Verlag E. A. Seemann in Leipzig initiiert und zum 1. Januar 1969 unter Leitung von Günter Meißner als Chefredakteur eine Redaktion eingerichtet. Aufgrund der mangelhaften technischen Ausrüstung und der begrenzten Nutzungsmöglichkeiten von Bibliotheken außerhalb der DDR dauerte die Herausgabe des ersten Bandes bis 1983, bis zur Wiedervereinigung folgten noch zwei Bände. Danach übernahm der Verlag K. G. Saur Verlag zum 1. April 1991 das Allgemeine Künstlerlexikon. Der K. G. Saur Verlag druckte die ersten drei Bände 1992 in vier Bänden nach und setzte das Unternehmen fort. Der K. G. Saur Verlag gehört seit 2006 zum Verlag Walter de Gruyter, der das Lexikon fortführt. 2023 konnte das Werk mit Band 119 abgeschlossen werden.
Das Allgemeine Künstlerlexikon sowie der gesamte Thieme-Becker-Vollmer, ergänzt um weitere nur in der Datenbank enthaltene Informationen, sind auch in einer Internetdatenbank zugänglich.
- Datenbankzugang

### Internetverzeichnisse
Heute stehen zwei listenartige Künstlerverzeichnisse frei im Internet zur Verfügung:
- RKD-artists (RKD) (Rijksbureau voor Kunsthistorische Documentatie – Nederlands Instituut voor Kunstgeschiedenis)
  - Datenbankzugang
- Union List of Artist Names (Getty Research Institute)
  - Datenbankzugang

## Regionale Künstlerlexika
Dieser Abschnitt listet lokale, regionale und nationale Künstlerlexika sortiert nach dem geographischen Begriff auf.

### Algerien
- Élisabeth Cazenave: Les artistes de l’Algérie. Dictionnaire des peintres, sculpteurs, graveurs 1830–1962. Éditions de l’Onde, Paris 2010, ISBN 978-2-916929-27-9.

### Australien
- Alan McCulloch, Susan McCulloch, Emily McCulloch: The New McCulloch’s encyclopedia of Australian art. 4. Ausgabe. Aus Art Editions in association with The Miegunyah Press, Fitzroy, Victoria 2006, ISBN 0-522-85317-X. Zuvor erschienen als The Encyclopedia of Australian art.

### Baltikum
- Wilhelm Neumann: Lexikon baltischer Künstler. Jonck & Poliewsky, Riga 1908 (Digitalisat)

### Belgien
- Philippe Roberts-Jones: Le dictionnaire des peintres belges du XIVe siècle à nos jours depuis les premiers maîtres des anciens Pays-Bas méridionaux et de la Principauté de Liège jusqu'aux artistes contemporains. 3 Bände, La Renaissance du livre, Brüssel 1995, ISBN 2-8041-2012-0.

### Böhmen
- Bohumír Jan Dlabač: Allgemeines historisches Künstler-Lexikon für Böhmen und zum Theil auch für Mähren und Schlesien. 3 Bände, Haase, Prag 1815 (Digitalisate: Bd. 1 (A-H), Bd. 2 (J-R), Bd. 3 (S-Z)
- Franz Joseph von Sternberg-Manderscheid: Beiträge und Berichtigungen zu Dlabacž Lexikon böhmischer Künstler. Berwald, Prag 1913 (Digitalisat).

### Brasilien
- Theodoro Braga: Artistas pintores no Brasil. São Paulo Editora, São Paulo 1942.
- Roberto Pontual: Dicionário das artes plásticas no Brasil. Texto Mário Barata, Lourival Gomes Machado, Carlos Cavalcanti et al. Civilização Brasileira, Rio de Janeiro 1969.
- Carlos Cavalcanti, Walmir Ayala (Hrsg.): Dicionário brasileiro de artistas plásticos. 4 Bände. MEC / INL, Brasília 1973–1980.
- José Roberto Teixeira Leite: Dicionário crítico da pintura no Brasil. Artlivre, Rio de Janeiro 1988.
- Constantino Cury: Dicionário de artistas plásticos brasileiros. Cury Arte Brasil, São Paulo 2005.

#### Rio de Janeiro
- Paulo Berger (Hrsg.): Pinturas e pintores do Rio antigo. Apresentação Sérgio Sahione Fadel; comentário Paulo Berger; Herculano Gomes Mathias; Donato Mello Júnior. Kosmos, Rio de Janeiro 1990.

### Dänemark
Weilbachs Künstlerlexikon (Weilbachs Kunstnerleksikon) ist das Standard-Lexikon dänischen Künstler. Es wurde von dem Kunsthistoriker Philip Weilbach (1834–1900) begründet. In der aktuellen Ausgabe umfasst es ca. 10.000 Einträge von Künstlern aus Dänemark und solchen die dort ihre Wirkungsstätte hatten.
- 1. Auflage: Dansk konstnerlexikon (Dänisches Künstlerlexikon). 1 Band, 1877/78 (Digitalisat).
- 2. Auflage: Nyt dansk kunstnerlexikon (Neues Dänisches Künstlerlexikon). 2 Bände, 1895/96 (Digitalisat).
- 3. Auflage: Weilbachs Kunstnerleksikon (Weilbachs Künstlerlexikon). 3 Bände, 1947–1952 (Digitalisat).
- 4. Auflage: Weilbach – Dansk Kunstnerleksikon (Weilbach – Dänisches Künstlerlexikon). 8 Bände, 1994–2004 (Digitale Ausgabe).

### Deutschland
Meusel
- Johann Georg Meusel: Teutsches Künstlerlexikon oder Verzeichniss der jetztlebenden teutschen Künstler. Nebst einem Verzeichniss sehenswürdiger Bibliotheken, Kunst-, Münz- und Naturalienkabinette in Teutschland und in der Schweiz, Meyersche Buchhandlung, Lemgo 1778 (Digitalisat).

Zweyter Theil, welcher Zusätze und Berichtigungen des ersten enthält, Meyersche Buchhandlung, Lemgo 1789 (Digitalisat)
- Zweite, umgearbeitete Ausgabe
  - 1. Band, Meyersche Buchhandlung, Lemgo 1808 (Digitalisat).
  - 2. Band, Meyersche Buchhandlung, Lemgo 1809 (Digitalisat).

Dressler
Willy Oskar Dressler gab von 1906 bis 1913 Dresslers Kunstjahrbuch und in dessen Fortführung von 1920 bis 1934 Dresslers Kunsthandbuch heraus (kurz „der Dressler“ genannt). Es enthält knappe Informationen zu Bildenden Künstlern aus Deutschland und war mehr als Adressbuch denn als Lexikon gedacht.
- Dresslers Kunstjahrbuch. Ein Nachschlagebuch für deutsche bildende und angewandte Kunst. Dressler, Rostock 1, 1906 – 5, 1910; 6, 1911/12 – 7, 1913 (Digitalisat Jahrgang 1907).
  - Kunstjahrbuch, Handbuch der deutschen Kunstpflege (einschliesslich Deutsch-Österreichs und der deutschen Schweiz) und Rangliste deutscher bildender Künstler, Kunstgelehrter und Kunstschriftsteller. Jubiläums-Ausgabe zum Regierungsjubiläum Sr. Majestät Kaiser Wilhelm II., Verlag von Dresslers Kunstjahrbuch, Rostock 1913.
- Dresslers Kunsthandbuch. Erster Band. Bild, Kunst und Tonkunst. Das Buch der öffentlichen Kunstpflege Deutschlands, Österreichs, Dänemarks, Finnlands, der Niederlande, Norwegens, Schwedens, der Schweiz und Spaniens. Wasmuth, Berlin, später Buchhandlung des Waisenhauses, Halle (Saale) 8, 1923 – 10, 1934.
- Dresslers Kunsthandbuch. Zweiter Band. Das Buch der lebenden deutschen Künstler, Altertumsforscher, Kunstgelehrten und Kunstschriftsteller. Bildende Kunst. Wasmuth, Berlin, später Curtius, Berlin 8, 1921 – 9, 1930.

#### Allgäu
- Bernard Kühling: Allgäuer Künstlerlexikon. Kühling, Kempten 2012, ISBN 978-3-00-042566-0.

#### Bayern
- Felix Joseph Lipowsky: Baierisches Künstler-Lexikon. E. A. Fleischmann, München 1810
  - Erster Band. Von A. bis O. (Digitalisat, Digitalisat).
  - Zweiter Band. Von P. bis Z. (Digitalisat, Digitalisat).

#### Berlin-Brandenburg
- Berlin-Brandenburgisches Künstlerlexikon. Bearbeitet von Peter Bahl, Iris Berndt und Helmut Börsch-Supan.
  - Internetausgabe

#### Eifel
- Dieter Schröder: Künstlerlexikon Maler der Eifel. 2.500 Maler vor dem Vergessen gerettet und neu entdeckt. Forschungsgruppe Eifelmaler e.V., Mechernich 2019, ISBN 978-3-944976-26-6.

#### Erzgebirge
- Peter Rochhaus: Künstlerlexikon Erzgebirge: „Der silberne Merkur“ – Architekten, Maler, Bildhauer. Hermann, Chemnitz 2017, ISBN 978-3-940860-24-8.

#### Göttingen
- Thomas Appel: Göttinger Künstlerlexikon. Maler – Grafiker – Bildhauer – Architekten vom 14. Jahrhundert bis zur Mitte des 20. Jahrhunderts. Universitätsverlag Göttingen,  Göttingen 2022, ISBN 978-3-86395-504-5 (Digitalisat).

#### Hamburg
- Georg Ludwig Eckhardt: Hamburgische Künstlernachrichten. Supplemente zu Füssli’s Künstlerlexicon (unter Mithilfe von Johannes Michael Speckter). L. F. Gauß, Hamburg 1794 (Digitalisat).
- Hamburgisches Künstler-Lexikon. Band 1: Die bildenden Künstler. Hoffmann und Campe, Hamburg 1854 (Digitalisat).
- Ernst Rump: Lexikon der bildenden Künstler Hamburgs, Altonas und der näheren Umgebung. Otto Bröcker & Co., Hamburg 1912 (Digitalisat).
- Der neue Rump. Lexikon der bildenden Künstler Hamburgs, Altonas und der näheren Umgebung. Überarbeitete Neuauflage, hrsg. von Kay Rump, bearbeitet von Maike Bruhns, unter Mitarbeit von Carsten Meyer-Tönnesmann, Wachholtz, Neumünster 2005, ISBN 978-3-529-02792-5.
- Der neue Rump. Lexikon der bildenden Künstler Hamburgs, Altonas und der näheren Umgebung. Ergänzt und überarbeitet von Maike Bruhns, Hrsg.: Familie Rump, Überarbeitete Neuauflage. Wachholtz, Neumünster 2013, ISBN 978-3-529-02792-5.

#### Hessen
- Paul Schmaling: Künstlerlexikon Hessen-Kassel 1777–2000. Mit den Malerkolonien Willingshausen und Kleinsassen. Jenior, Kasel 2001, ISBN 978-3-934377-96-7
  - Ergänzungsband 2001–2010. Jenior, Kassel 2011, ISBN 978-3-934377-43-1.

#### Köln
- Johann Jacob Merlo: Nachrichten von dem Leben und den Werken Kölnischer Künstler. Heberle, Köln 1850 (Digitalisat).
  - Neuausgabe: Kölnische Künstler in alter und neuer Zeit. Johann Jacob Merlos neu bearbeitete und erweiterte Nachrichten von dem Leben und den Werken Kölnischer Künstler. Hrsg. von Eduard Firmenich-Richartz unter Mitwirkung von Hermann Keussen (= Publikationen der Gesellschaft für Rheinische Geschichtskunde. Band 9). Schwann, Düsseldorf 1895 archive.org; unveränderter Nachdruck B. de Graaf, Nieuwkoop 1966.
- Wolfram Hagspiel: Lexikon der Kölner Architekten vom Mittelalter bis zum 20. Jahrhundert. (= Veröffentlichungen des Kölnischen Geschichtsvereins, Band 52.) 3 Bände, Böhlau Verlag, Köln 2022, ISBN 978-3-412-52446-3.

#### Mainz
- Ullrich Hellmann: Lexikon der Maler, Bildhauer, Goldschmiede, Vergolder, Goldschläger, Goldsticker, Kupferstecher, Buchdrucker, Kartenmacher, Juweliere und Diamantenschleifer des 18. Jahrhunderts in Mainz. Universitätsbibliothek Mainz, Mainz 2023
  - 1. Teil: A – K. (Digitalisat).
  - 2. Teil: L – Z. (Digitalisat).
  - 3. Teil: Anhang mit Zeitdokumenten und anderen Texten sowie Abkürzungsverzeichnis, Künstlerlexika, Literaturverzeichnis (Digitalisat).

#### München
- Horst Ludwig u. a.: Bruckmanns Lexikon der Münchner Kunst. 6 Bände, Bruckmann, München 1981–1994.
  - Band 1: Münchner Maler des 19. Jahrhunderts. Adam, Albrecht – Gaupp, Gustav. 1981.
  - Band 2: Münchner Maler des 19. Jahrhunderts. Gebhard, Ignatz – Küstner, Karl. 1982.
  - Band 3: Münchner Maler des 19. Jahrhunderts. Lacher, Georg – Ruprecht, Otto. 1982.
  - Band 4: Münchner Maler des 19. Jahrhunderts. Saffer, Hans – Zwengauer, Anton. 1983.
  - Band 5: Münchner Maler des 19./20. Jahrhunderts. Achmann, Josef – Kursell, Otto. 1993.
  - Band 6: Münchner Maler des 19./20. Jahrhunderts. Landschreiber, Max – Zintl, August. 1994.

#### Niederbayern / Oberpfalz
- Claus Ölschläger, Ines Kohl (Hrsg.): Lexikon der Künstler in Niederbayern und in der Oberpfalz. Maler, Bildhauer, Glaskünstler, Fotokünstler, Künstlergruppen, Galerien und Museen. Ohlschläger, Innernzell 2011, ISBN 978-3-941018-00-6.

#### Nürnberg
- Manfred H. Grieb (Hrsg.): Nürnberger Künstlerlexikon. Bildende Künstler, Kunsthandwerker, Gelehrte, Sammler, Kulturschaffende und Mäzene vom 12. bis zur Mitte des 20. Jahrhunderts. 4 Bände, K. G. Saur, München 2007, ISBN 3-598-11763-9.

#### Ostfriesland
- Walter Baumfalk: Bildende Kunst in Ostfriesland im 20. und 21. Jahrhundert. Ein Künstlerlexikon.
  - 1. Auflage:  Ostfriesische Landschaftliche Verlags- und Vertriebsgesellschaft, Aurich 2016, ISBN 978-3-940601-33-9.
  - 2. überarbeitete und erweiterte Auflage: Ostfriesische Landschaftliche Verlags- und Vertriebsgesellschaft, Aurich 2020, ISBN 978-3-940601-59-9.

#### Ostpreußen / Westpreußen
- Rudolf Meyer-Bremen: Künstlerlexikon Ostpreußen und Westpreußen. Maler – Bildhauer – Baumeister 1800–1945. Verlag der Kunst, Dresden 2012, ISBN 978-3-86530-152-9.

#### Reutlingen
- Thomas Leon Heck, Joachim Liebchen: Reutlinger Künstler-Lexikon. Bildende Künstlerinnen und Künstler mit Bezug zu Stadt und Kreis Reutlingen vom Mittelalter bis zur Gegenwart. Noũs-Verlag der Kunsthandlung Heck, Reutlingen / Tübingen 1999, ISBN 3-924249-26-1.

#### Saarland
- Günter Scharwath: Das große Künstlerlexikon der Saar-Region. Biografisches Verzeichnis von Bildenden Künstlerinnen und Künstlern der Saar-Region aus allen Fachrichtungen und Zeiten. Geistkirch-Verlag, Saarbrücken 2017. ISBN 978-3-946036-61-6.
- Künstlerlexikon Saar. Onlinelexikon des Instituts für aktuelle Kunst im Saarland an der Hochschule der Bildenden Künste Saar mit Forschungszentrum für Künstlernachlässe

#### Schwaben
- Gert K. Nagel: Schwäbisches Künstlerlexikon. Vom Barock bis zur Gegenwart. Kunst und Antiquitäten, München 1986, ISBN 3-921811-36-8.

#### Schleswig-Holstein
- Ulrike Wolff-Thomsen: Lexikon schleswig-holsteinischer Künstlerinnen. Hrsg.: Städtisches Museum Flensburg. Westholsteinische Verlagsanstalt Boyens & Co., Heide 1994, ISBN 3-8042-0664-6.
- Berend Harke Feddersen: Schleswig-Holsteinisches Künstler-Lexikon. videel, Niebüll 2005, ISBN 978-3-89906-589-3 / Books on Demand,	Norderstedt 2005, ISBN 978-3-8334-5807-1.

#### Westfalen-Lippe
- Helmut Ebert: Lexikon der bildenden und gestaltenden Künstlerinnen und Künstler in Westfalen-Lippe. Aschendorff, Münster 2016, 3 Bände, ISBN 978-3-402-13223-4.

### Frankreich
- Émile Bellier de La Chavignerie, fortgeführt von Louis Auvray: Dictionnaire général des artistes de l’École française depuis l’origine des arts du dessin jusqu’à nos jours: architectes, peintres, sculpteurs, graveurs et lithographes. 3 Bände, Librairie Renouard, Paris 1882–1885 (Digitalisat Band 1; Band 2, Supplément).
- Stanislas Lami: Dictionnaire des sculpteurs de l’École française. 4 Teile in 8 Bänden, H. Champion, Paris 1898–1921.
  - Dictionnaire des sculpteurs de l’École française du Moyen Âge au règne de Louis XIV. Paris 1898 (Digitalisat).
  - Dictionnaire des sculpteurs de l’École française sous le règne de Louis XIV. Paris 1906 (Digitalisat).
  - Dictionnaire des sculpteurs de l’École française au XVIIIe siècle. 2 Bände, Paris 1910–1911 (Digitalisat Band 1; Band 2).
  - Dictionnaire des sculpteurs de l’École française au XIXe siècle. 4 Bände, Paris 1914–1921 (Digitalisate A–C, D–F, G–M, N–Z).
- Rene Edouard-Joseph: Dictionnaire biographique des artistes contemporains 1910–1930. 4 Bände, Art et édition, Paris 1930–1936.

#### Bourgogne
- Sylvain Laveissière: Dictionnaire des artistes et ouvriers d’art de Bourgogne.  Band 1: A à K. F. de Nobele, Paris 1980, ISBN 2-85189-006-9.

#### Franche-Comté
- Paul Brune: Dictionnaire des artistes et ouvriers d’art de la Franche-Comté. Paris 1912.

#### Lyonnais
- Marius Audin, Eugène Vial: Dictionnaire des artistes et ouvriers d’art du Lyonnais. 2 Bände, Bibliothèque d’art et d’archéologie, Paris 1918–1919 (Digitalisat; Nachdruck in einem Band Editions provinciales, Bourg-en-Bresse 1992, ISBN 2-908208-16-4).

### Irland
- Walter G. Strickland: A Dictionary of Irish Artists. Irish University Press, Dublin 1969, 2 Bände.

### Japan
- Laurence P. Roberts: A Dictionary of Japanese Artists. Painting, sculpture, ceramics, prints, lacquer. Wetherhill, New York 1976; Nachdruck Weatherhill, Trumbull CT 2000, ISBN 0-8348-0235-X.
- Yutaka Tazaw (Hrsg.): Biographical dictionary of Japanese art. Kodansha international. International society for educational information, New York 1981, ISBN 0-87011-488-3.

### Niederlande
- Alfred von Wurzbach: Niederländisches Künstler-Lexikon. Mit mehr als 3000 Monogrammen. 3 Bände, Halm und Goldmann, Wien und Leipzig 1906–1911.
  - Band 1: A – K. 1906 (Digitalisat).
  - Band 2: L – Z. 1910 (Digitalisat).
  - Band 3: Nachträge und Verzeichnis der Monogramme. 1911 (Digitalisat).
- Pieter A. Scheen: Nederlandse beeldende kunstenaars, 1750–1950. 2 Bände, Scheen, Den Haag 1969/1970.
- Pieter A. Scheen: Lexicon Nederlandse beeldende kunstenaars, 1750–1880. Scheen, Den Haag 1981.

### Norwegen
- Norsk Kunstnerleksikon. 4 Bände. Universitetsforlaget, Oslo 1982–1986.
  - Internetausgabe

### Österreich
- Rudolf Schmidt: Österreichisches Künstlerlexikon. Von den Anfängen bis zur Gegenwart. [Band 1. A.A. bis Dressler, Peter. Nachträge A – D]. Edition Tusch, Wien 1980, ISBN 3-85063-007-2 (erschienen Lieferung 1 (1974) – 5 (1979); damit Erscheinen eingestellt).

#### Steiermark
- Josef Wastler: Steirisches Künstler-Lexicon. Leykam, Graz 1883.
  - Joseph von Zahn: Zusätze und Nachträge zu J. Wastler’s Steierischem Künstler-Lexicon. In: Mitteilungen des Historischen Vereins für Steiermark 32, 1884, S. 53–73 (Digitalisat)
  - Joseph von Zahn: Neue Zusätze und Nachträge zu Josef Wastler’s Steirischem Künstler-Lexicon. In: Mitteilungen des Historischen Vereins für Steiermark 33, 1885, S. 150–156 (Digitalisat).

#### Tirol
- Joseph von Lemmen: Tirolisches Künstler=Lexikon oder kurze Lebensbeschreibung jener Künstler, welche geborene Tiroler waren, oder eine längere Zeit in Tirol sich aufgehalten haben. Felician Rauch, Innsbruck 1830 (Digitalisat).

#### Vorarlberg
- Vorarlberger Landesmuseum, Kunsthaus Bregenz (Hrsg.): Bildende Kunst in Vorarlberg 1945–2005. Biografisches Lexikon. [Redaktion Susanne Fink; Cornelia Rothmund]. Bucher, Hohenems 2006, ISBN 3-902525-36-3.

### Polen
- Stanley S. Sokol: The Artists of Poland. A Biographical Dictionary from the 14th Century to the Present. McFarland, Jefferson, NC 2000, ISBN 0-7864-0697-6.

### Rumänien
- Octavian Barbosa: Dicționarul artiștilor români contemporani. Editura Meridiane, Bukarest 1976.
- Florica Cruceru, Dana Postolache, Ioan Darida: Dictionarul artistilor din spatiul romanesc 1700-1920. Pictori – sculptori – gravori – zugravi – iconari – scenografi – decoratori – istorici de arta. 2 Bände, Bukarest 2019, ISBN 978-606-8922-14-0.

### Russland
- John Milner: A dictionary of Russian and Soviet artists 1420–1970. Antique collectors’ club, Woodbridge 1993, ISBN 1-85149-182-1.

### Schweiz
- Johann Caspar Füssli: Geschichte der besten Künstler in der Schweitz: nebst ihren Bildnissen. 5 Bände, Orell, Gessner und Comp., Zürich 1769–1779 (Digitalisat).
- Carl Brun (Redakteur): Schweizerisches Künstler-Lexikon. 4 Bände, Verlag Huber & Co, Frauenfeld 1905–1917.
  - Band 1: A–G, 1905 (archive.org)
  - Band 2: H–R, 1908 (archive.org)
  - Band 3: S–Z, 1913 (archive.org)
  - Band 4: Supplement A–Z, 1917 (archive.org)
- Schweizerisches Institut für Kunstwissenschaft Zürich und Lausanne (Hrsg.): Biografisches Lexikon der Schweizer Kunst, unter Einschluss des Fürstentums Liechtenstein = Dictionnaire biographique de l’art suisse. 2 Bände, Verlag Neue Zürcher Zeitung, Zürich 1998, ISBN 3-85823-673-X
  - Onlineausgabe: SIKART Lexikon zur Kunst in der Schweiz

### Südafrika

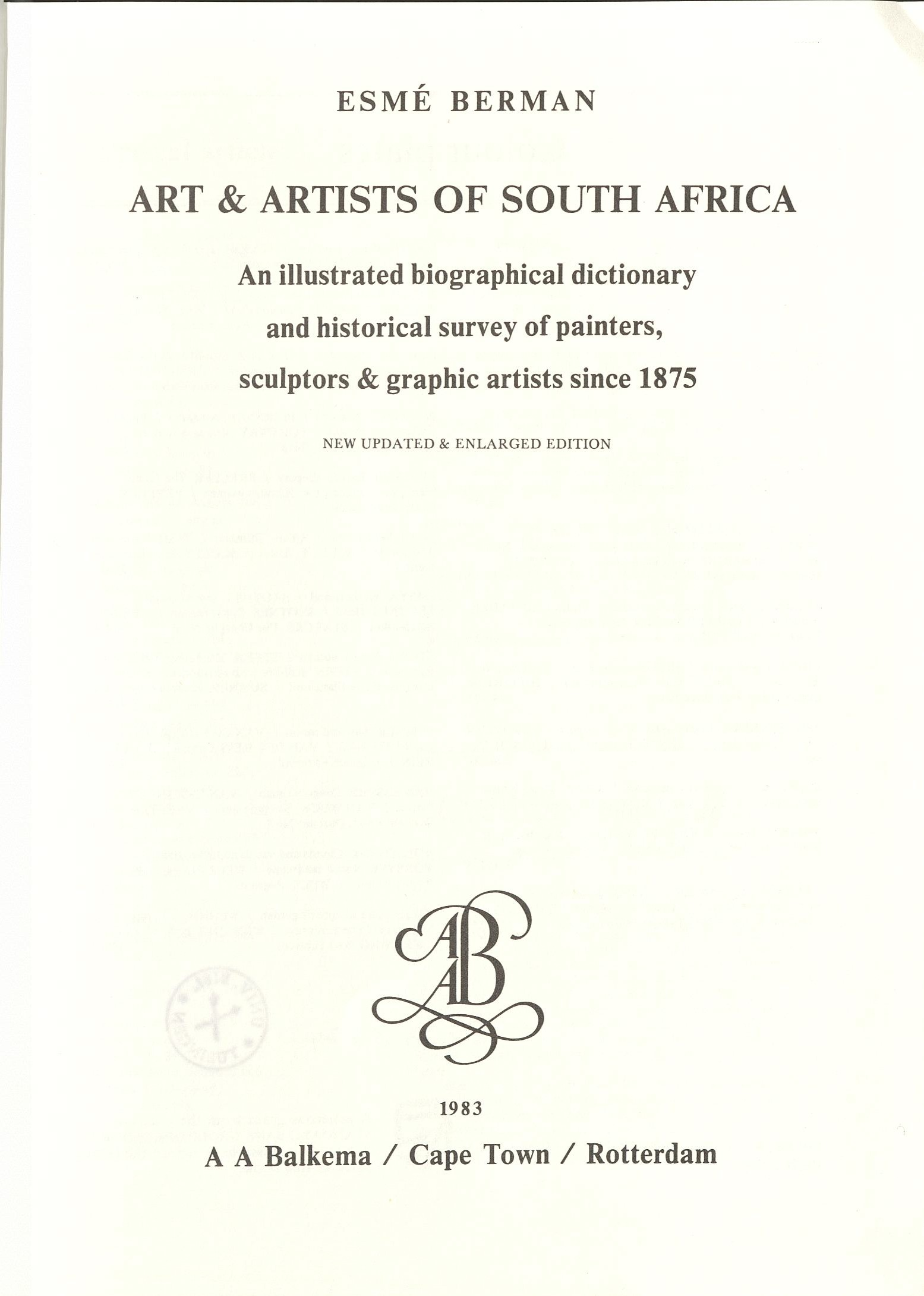
Esmé Berman: Art & artists of South Africa (Neuausgabe 1983)

- Esmé Berman: Art & artists of South Africa. An illustrated biographical dictionary and historical survey of painters, sculptors & graphic artists since 1875. Balkema, Cape Town 1970;	New updated & enlarged edition. Balkema, Cape Town 1983; 	New updated & enlarged edition, 3. Edition, Southern Book Publ., Halfway House 1993, ISBN 1-86812-345-6.
- Grania Ogilvie: The dictionary of South African painters and sculptors, including Namibia. Read, Johannesburg 1988, ISBN 0-620-12663-9.

### USA
- Mantle Fielding: Dictionary of American Painters, Sculptors and Engravers – from Colonial times through 1926. P. A. Stroock, Flushing, N.Y. 1926 (Nachdruck 1960, Digitalisat).
- George C. Groce, David H. Wallace: The New-York Historical Society’s Dictionary of Artists in America 1564–1860. Yale University Press, New Haven 1957 (Digitalisat).
- Peter Hastings Falk (Hrsg.): Who Was Who in American Art. 3 Bände. Sound View Press, Madison, CT 1999.

## Chronologisch angelegte Künstlerlexika
- Rainer Vollkommer (Hrsg.): Künstlerlexikon der Antike. 2 Bände, K. G. Saur, München/Leipzig 2001–2004, ISBN 3-598-11412-5
  - Nachdruck in einem Band mit abweichender Seitenzählung: Künstlerlexikon der Antike. Über 3800 Künstler aus drei Jahrtausenden. Nikol, Hamburg 2007, ISBN 978-3-937872-53-7.
- Detlef Bluemler, Lothar Romain (Hrsg.): Künstler – Kritisches Lexikon der Gegenwartskunst. Loseblatt-Ausgabe. ISSN 0934-1730. Bis Ausgabe 67 (2004) im WB-Verlag, München; bis Ausgabe 69 (2005) im Weltkunst-Verlag, München; bis Ausgabe 96 (2011) im Zeit-Kunstverlag, München; jetzt Der Kunsthandel Verlag, Neu-Isenburg (Gesamtregister).

## Thematische Künstlerlexika

### Architekten
- Bernard Oudin: Dictionnaire des architectes. Nouvelle édition revue et augmentée. Seghers, Paris 1983, ISBN 2-221-01090-6.
- Randall J. Van Vynckt (Hrsg.): International dictionary of architects and architecture. St. James Press, Detroit 1993, Band 1: Architects. ISBN 1-55862-087-7. Band 2: Architecture. ISBN 1-55862-088-5.

### Exlibriskünstler
- Manfred Neureiter (Hrsg.): Lexikon der Exlibriskünstler
  - 1. Auflage. Neureiter, Konstanz 1998.
  - [2. Auflage]. Pro Business, Berlin 2009, ISBN 978-3-86805-462-0.
  - 3., überarbeitete Ausgabe. Pro Business, Berlin 2013, ISBN 978-3-86386-449-1.
  - 4., überarbeitete, erweiterte und korrigierte Auflage. Pro Business, Berlin 2016, ISBN 978-3-86460-394-5.
  - 5., überarbeitete, erweiterte und korrigierte Auflage. Pro Business, Berlin 2018, ISBN 978-3-96409-034-8.

### Illustratoren
- Stiftung Illustration (Hrsg.): Lexikon der Illustration im deutschsprachigen Raum seit 1945 (LdI). edition text + kritik, München 2009ff., ISBN 978-3-86916-191-4.
  - Onlinefassung

### Miniaturmaler
- Leo Schidlof: The miniature in Europe in the 16th, 17th, 18th, and 19th centuries. 4 Bände, Akademische Druck- und Verlagsanstalt, Graz 1964 (englische Ausgabe) = La miniature en Europe aux 16e, 17e, 18e et 19e siècles. 4 Bände, Akademische Druck- und Verlagsanstalt, Graz 1964 (französische Ausgabe).

### Naive Künstler
- Anatole Jakovsky: Peintres naifs. Lexicon of the world’s primitive painters / Lexikon der Laienmaler aus aller Welt / Lexique des peintres naïfs du monde entier. Schroll, Wien / München 1967.
- Oto Bihalji-Merin, Nebojša-Bato Tomašević: L’art naif. Jugoslovenska Revija / Edita, Belgrad / Lausanne 1984, ISBN 2-88001-181-7.

### Porzellanmaler
- Waltraud Neuwirth: Porzellanmaler-Lexikon 1840–1914. 2 Bände, Klinkhardt & Biermann, Braunschweig 1977.
- Pierre Sanchez: Dictionnaire des céramistes, peintres sur porcelaine, verre et émail, verriers et émailleurs exposant dans les salons, expositions universelles, industrielles, d’art décoratif et des manufactures nationales 1700–1920. 3 Bände, L'Échelle de Jacob, Dijon 2005, ISBN 2-913224-59-8.

### Weibliche Künstler
- Chris Petteys: Dictionary of Women Artists. An international dictionary of women artists born before 1900. K. G. Hall, Boston 1985, ISBN 0-8161-8456-9.
- Delia Gaze (Hrsg.): Dictionary of Women Artists. 2 Bände, Fitzroy Dearborn, London/Chicago 1997, ISBN 1-884964-21-4.
- Jochen Schmidt-Liebich: Lexikon der Künstlerinnen 1700–1900. Deutschland, Österreich, Schweiz. K. G. Saur, München 2005, ISBN 3-598-11694-2.
- Béatrice Didier, Antoinette Fouque, Mireille Calle-Gruber (Hrsg.): Le dictionnaire universel des créatrices. 3 Bände, Des femmes, DL, Paris 2013, ISBN 978-2-7210-0631-8.
- Pascale Fourtier-Debert: Dictionnaire des femmes artistes nées entre le XIIe et l’aube du XIXe siècle. 2 Bände, Liralest-le Pythagore Éditions, Chaumont 2023, ISBN 978-2-37231-145-8; ISBN 978-2-37231-146-5.